# Tyletamina
Tyletamina – organiczny związek chemiczny z grupy aryloalkiloamin (tj. amin alifatycznych zawierających podstawnik aromatyczny przy jednym z atomów węgla). Jest dysocjacyjnym środkiem znieczulającym należącym do kategorii antagonistów receptora NMDA (receptora N-metylo-D-asparaginowego). Jej struktura chemiczna i działanie są zbliżone do ketaminy. Jest wykorzystywana w medycynie weterynaryjnej jako nienarkotyczny środek znieczulający stosowany u psów i kotów.

## Lek
Jest to dożylny środek znieczulający zatwierdzony do użycia w medycynie weterynaryjnej. Wywołuje stan sedacji, unieruchomienia, amnezji i głębokiego znieczulenia. Wywoływane efekty są podobne do neuroleptanalgezji. Substancja ta jest także stosowana w celu profilaktyki i zmniejszenia nasilenia napadów drgawkowych. Powoduje tzw. anestezję zdysocjowaną: hamuje czynność niektórych regionów w mózgu (m.in. wzgórze, kora mózgowa), podczas gdy inne pozostają aktywne (w tym układ limbiczny).